# Kuhnamo
Kuhnamo är en sjö i kommunen Äänekoski i landskapet Mellersta Finland i Finland. Sjön ligger 91,8 meter över havet. Den är 30,5 meter djup. Arean är 6,22 kvadratkilometer och strandlinjen är 54,55 kilometer lång. Sjön  ingår i Kymmene älvs huvudavrinningsområde.   Den ligger omkring 38 kilometer norr om Jyväskylä och omkring 270 kilometer norr om Helsingfors. 
Kuhnamo är en mycket långsträckt sjö väster om Äänekoski. 